# Le Mouchard (Conrad)
Le Mouchard est une nouvelle de Joseph Conrad publiée en 1906.

## Historique
Le Mouchard, un récit ironique paraît en 1906 dans le Harper's Magazine, puis en 1908 dans le recueil de nouvelles A Set of Six (traduit en français par Six nouvelles).
Grâce à son ami et collaborateur Ford Madox Ford, Conrad a découvert les milieux anarchistes de Londres. De ces rencontres, il en tirera trois récits : Le Mouchard, Un anarchiste et L'Agent secret.

## Résumé
M.X nous raconte les aventures d'un groupe d'anarchistes infiltré par un mouchard...

## Éditions en anglais
- The Informer, dans le Harper's Magazine de décembre 1906, aux États-Unis.
- The Informer, dans le recueil de nouvelles A Set of Six, chez l'éditeur Methuen and Co à Londres, en août 1908.

## Traduction en français
- Le Mouchard, traduit par Pierre Coustillas, dans Conrad (dir. Sylvère Monod), Œuvres, t. III, Paris : Gallimard, coll. « Bibliothèque de la Pléiade », 1987.